# Kišen Singh
Kišen Singh, známý též jako Krišna Singh, byl indický pandita a bratr Naina Singha.
Podobně jako jeho bratr Nain i Kišen podnikl do Tibetu dvě cesty. První v letech 1871–1872, druhou v letech 1878–1882. Své druhé putování absolvoval severní cestou přes Čínský Turkestán, přičemž na zpáteční cestě cestoval v pohraničních oblastech východního Tibetu. Kišen nějaký čas strávil i ve Lhase, kde prováděl tajně různá měření. Pořídil i vůbec první podrobnější plánek tohoto města.